# Craniophora
Craniophora é um gênero de traça pertencente à família Arctiidae.